# Lijst van rijksmonumenten in Hoogezand
De plaats Hoogezand telt 25 inschrijvingen in het rijksmonumentenregister. Hieronder een overzicht. 
| Object                                                                 | Oorspronkelijke functie?  | Bouwjaar                                           | Architect                       | Locatie                     | Coördinaten?                 | Nr.?   | Afbeelding                      |
| ---------------------------------------------------------------------- | ------------------------- | -------------------------------------------------- | ------------------------------- | --------------------------- | ---------------------------- | ------ | ------------------------------- |
| Hervormde kerk (Damkerk)                                               | Kerk en kerkonderdeel     | 1669 1734 (uitbr.) 1926 (tentdak) 1980-'81 (rest.) |                                 | Hoofdstraat 2               | 53° 9' 49" NB, 6° 45' 24" OL | 22263  | Meer afbeeldingen               |
| Hervormde pastorie                                                     | Kerkelijke dienstwoning   | 1728                                               |                                 | Hoofdstraat 4               | 53° 9' 49" NB, 6° 45' 24" OL | 22264  | Meer afbeeldingen               |
| Hervormde kerk, klokkentoren                                           | Kerk en kerkonderdeel     | 1783                                               |                                 | op Hervormde begraafplaats  | 53° 9' 50" NB, 6° 45' 15" OL | 22266  | Meer afbeeldingen               |
| Rentenierswoning met aangebouwd koetshuis                              | Woonhuis                  | 1876                                               |                                 | Hoofdstraat 115             | 53° 9' 51" NB, 6° 45' 50" OL | 515855 | Meer afbeeldingen               |
| Rentenierswoning, prieel                                               | Tuin, park en plantsoen   | ca. 1876                                           |                                 | bij Hoofdstraat 115         | 53° 9' 51" NB, 6° 45' 49" OL | 515856 | Upload foto                     |
| Hervormde begraafplaats                                                | Begraafplaats en -onderdl | 1668 ca. 1890 (uitbr.)                             |                                 | Knijpslaan M. Veningastraat | 53° 9' 51" NB, 6° 45' 14" OL | 515865 | Meer afbeeldingen               |
| Hervormde begraafplaats, dienstwoning                                  | Dienstwoning              | ca. 1889                                           |                                 | Knijpslaan 1                | 53° 9' 53" NB, 6° 45' 16" OL | 515866 | Upload foto                     |
| Hervormde begraafplaats, familiegraf Smit                              | Begraafplaats en -onderdl | 1855 (oudste zerk) 1944 (jongste zerk)             |                                 | Knijpslaan M. Veningastraat | 53° 9' 51" NB, 6° 45' 14" OL | 515867 | Meer afbeeldingen               |
| Hervormde begraafplaats, familiegraf Hooites-Beukema                   | Begraafplaats en -onderdl | 1858 (oudste zerk) 1939 (jongste zerk)             |                                 | Knijpslaan M. Veningastraat | 53° 9' 51" NB, 6° 45' 14" OL | 515868 | Meer afbeeldingen               |
| De Stille Hof                                                          | Begraafplaats en -onderdl | 1938 1950 (uitbr.) 1995-'96 (uitbr.)               | J. Vroom jr.                    | bij Knijpslaan 3            | 53° 9' 57" NB, 6° 45' 11" OL | 515870 | Meer afbeeldingen               |
| De Stille Hof, poortgebouw                                             | Begraafplaats en -onderdl | 1938 1956 (verb.) 2001 (verb.)                     | M.J. Westerling                 | Knijpslaan 3                | 53° 9' 57" NB, 6° 45' 14" OL | 515871 | Meer afbeeldingen               |
| De Vijverhof                                                           | Woonhuis                  | 1939 1952 (verb.)                                  |                                 | Vijverstraat 14             | 53° 9' 43" NB, 6° 46' 3" OL  | 515873 | Vijverhof De Vijverhof          |
| De Vijverhof, garage                                                   | Onderdeel woningen e.d.   | 1939                                               |                                 | bij Vijverstraat 14         | 53° 9' 43" NB, 6° 46' 3" OL  | 515874 | Upload foto                     |
| Oosterpark                                                             | Tuin, park en plantsoen   | 1932                                               | J. Vroom jr.                    | t.o. Vijverstraat 14        | 53° 9' 42" NB, 6° 46' 12" OL | 515876 | Meer afbeeldingen               |
| Oosterpark, noordelijke voetgangersbrug                                | Brug                      | 1932                                               |                                 | t.o. Vijverstraat 14        | 53° 9' 42" NB, 6° 46' 12" OL | 515877 | Meer afbeeldingen               |
| Oosterpark, zuidelijke voetgangersbrug                                 | Brug                      | 1932                                               |                                 | t.o. Vijverstraat 14        | 53° 9' 42" NB, 6° 46' 12" OL | 515878 | Meer afbeeldingen               |
| Oosterpark, zonnewijzer                                                | Tuin, park en plantsoen   | 1750-1800                                          |                                 | t.o. Vijverstraat 14        | 53° 9' 42" NB, 6° 46' 12" OL | 515879 | Meer afbeeldingen               |
| Buitenlust                                                             | Woonhuis                  | 1771 ca. 1890 (verb.)                              |                                 | Hoofdstraat 91-93           | 53° 9' 51" NB, 6° 45' 40" OL | 515881 | Meer afbeeldingen               |
| Buitenlust, paardenstal                                                | Boerderij                 | ca. 1890                                           |                                 | bij Hoofdstraat 91-93       | 53° 9' 51" NB, 6° 45' 40" OL | 515882 | Meer afbeeldingen               |
| Herenhuis in ambachtelijk-traditionele stijl met eclectische elementen | Woonhuis                  | 1857 1949 (verb.) 1977 (verb.)                     |                                 | M. Veningastraat 115        | 53° 9' 50" NB, 6° 45' 11" OL | 515887 | Meer afbeeldingen               |
| Herenhuis in eclectische stijl                                         | Woonhuis                  | ca. 1890 1915 (uitbr.)                             |                                 | Hoofdstraat 95              | 53° 9' 51" NB, 6° 45' 41" OL | 515888 | Meer afbeeldingen               |
| Villa Zonneschijn                                                      | Woonhuis                  | 1914                                               |                                 | Hoofdstraat 265             | 53° 9' 51" NB, 6° 46' 26" OL | 515890 | Villa Zonneschijn               |
| Woonhuis met aangebouwde garage                                        | Woonhuis                  | 1933 1957 (verb.)                                  | Pieter Rozema en K. Westerman   | Noordersingel 22            | 53° 9' 46" NB, 6° 46' 11" OL | 515891 | Woonhuis met aangebouwde garage |
| Tinhil                                                                 | Woonhuis                  | 1932 1954 (verb.)                                  | C.H. Uiterdijk en G. Olthof jr. | Noordersingel 9-9a          | 53° 9' 46" NB, 6° 46' 22" OL | 515892 | Tinhil                          |
| Woonhuis in rijke eclectische stijl                                    | Woonhuis                  | 1888                                               |                                 | Hoofdstraat 159-161         | 53° 9' 51" NB, 6° 45' 57" OL | 515896 | Meer afbeeldingen               |